# Club Hielo Jaca
El Club Hielo Jaca es un equipo de hockey sobre hielo español, establecido en la ciudad de Jaca (Huesca, Aragón). Fue fundado en 1972 y actualmente juega en la Superliga Española de Hockey Hielo, máxima categoría de este deporte en España, siendo equipo que cuenta con más ligas en ese campeonato.
Su pabellón es el Pabellón de Hielo de Jaca, inaugurado en 2007 y con capacidad para 2.000 espectadores. Además del equipo senior de hockey, cuenta con sección femenina y categorías inferiores. También poseen un equipo de curling y una selección de patinaje artístico.

## Historia
El Club Hielo Jaca fue fundado en el año 1972, coincidiendo con la inauguración de la Pista del Hielo del Pirineo.
El club altoaragonés fue uno de los seis equipos que tomó parte en la primera temporada de la Superliga Española, disputada en 1972, junto con la sección de hockey hielo de la Real Sociedad, FC Barcelona, CH Madrid, CH Valladolid y CG Puigcerdà. Es el único equipo español que ha participado en todas las ligas españolas desde 1972 hasta 2025, siendo el Club con más títulos de Liga y el segundo con más Campeonatos de Copa del Rey de todos los equipos españoles, habiendo ganado trece Ligas y dieciséis Copas del Rey. Ha participado en 12 ediciones de la Copa Intercontinental y Copa de Europa representando a España en países como: Austria, Holanda, Dinamarca, Turquía, Croacia, Yugoslavia, Rumanía, Italia, Bielorrusia, Hungría, etc.
El Club Hielo Jaca se ha caracterizado a lo largo de su historia por el trabajo realizado con la cantera, obteniendo grandes resultados en todas las competiciones nacionales e internacionales de las categorías inferiores, y posteriormente siendo el Club que más jugadores internacionales aporta a la selección española tanto en la Categoría Junior, sub-18 y absoluta.
Además, es el club deportivo aragonés más laureado, y tiene en su haber el premio de mejor Club español versión Asociación Prensa Española en el año 1984, la Placa de Bronce al Mérito Deportivo del Consejo Superior de Deportes concedida en enero de 1998, la Medalla de Oro al Mérito Deportivo del Gobierno de Aragón, concedida ese mismo año y el Premio “Gobierno de Aragón” al Mejor Club de Aragón en el año 2011.

## Palmarés
- Superliga Española de Hockey Hielo (15): (1983-84, 1990-91, 1993-94, 1995-96, 2000-01, 2002-03, 2003-04, 2004-05, 2009-10, 2010-11,  2011-12, 2014-15, 2015-16, 2022-23, 2023-24)
- Copa del Rey de Hockey Hielo (18): (1984-85, 1987-88, 1988-89, 1992-93, 1994-95, 1995-96, 1997-98, 2000-01, 2001-02, 2002-03, 2005-06, 2010-11, 2011-12, 2012-13, 2016-17, 2021, 2023, 2024)

## Jugadores destacados
- Ander Alcaine
- Antonio Capillas
- Pepe Arbues